# Mick Mills
Michael ("Mick") Dennis Mills (Godalming, Surrey, 4 januari 1949) is een voormalig betaald voetballer uit Engeland, die speelde als verdediger gedurende zijn carrière. Na zijn actieve loopbaan stapte hij het trainersvak in. Hij was trainer-coach van Stoke City en Colchester United.

## Clubcarrière
Mills speelde clubvoetbal in Engeland voor achtereenvolgens Ipswich Town, Southampton en Stoke City. Hij won met Ipswich Town in 1981 de UEFA Cup door in de finale (over twee duels) af te rekenen met AZ'67.

## Interlandcarrière
Mills speelde 42 keer voor de nationale ploeg van Engeland in de periode 1972-1982. Onder leiding van bondscoach Alf Ramsey maakte hij zijn debuut op 11 oktober 1972 in de vriendschappelijke wedstrijd tegen Joegoslavië (1-1) in Londen. Hij nam met Engeland deel aan het EK voetbal 1980 en het WK voetbal 1982.

## Erelijst
Ipswich Town
- FA Cup

1978
- UEFA Cup

1981